# Snímání z kříže

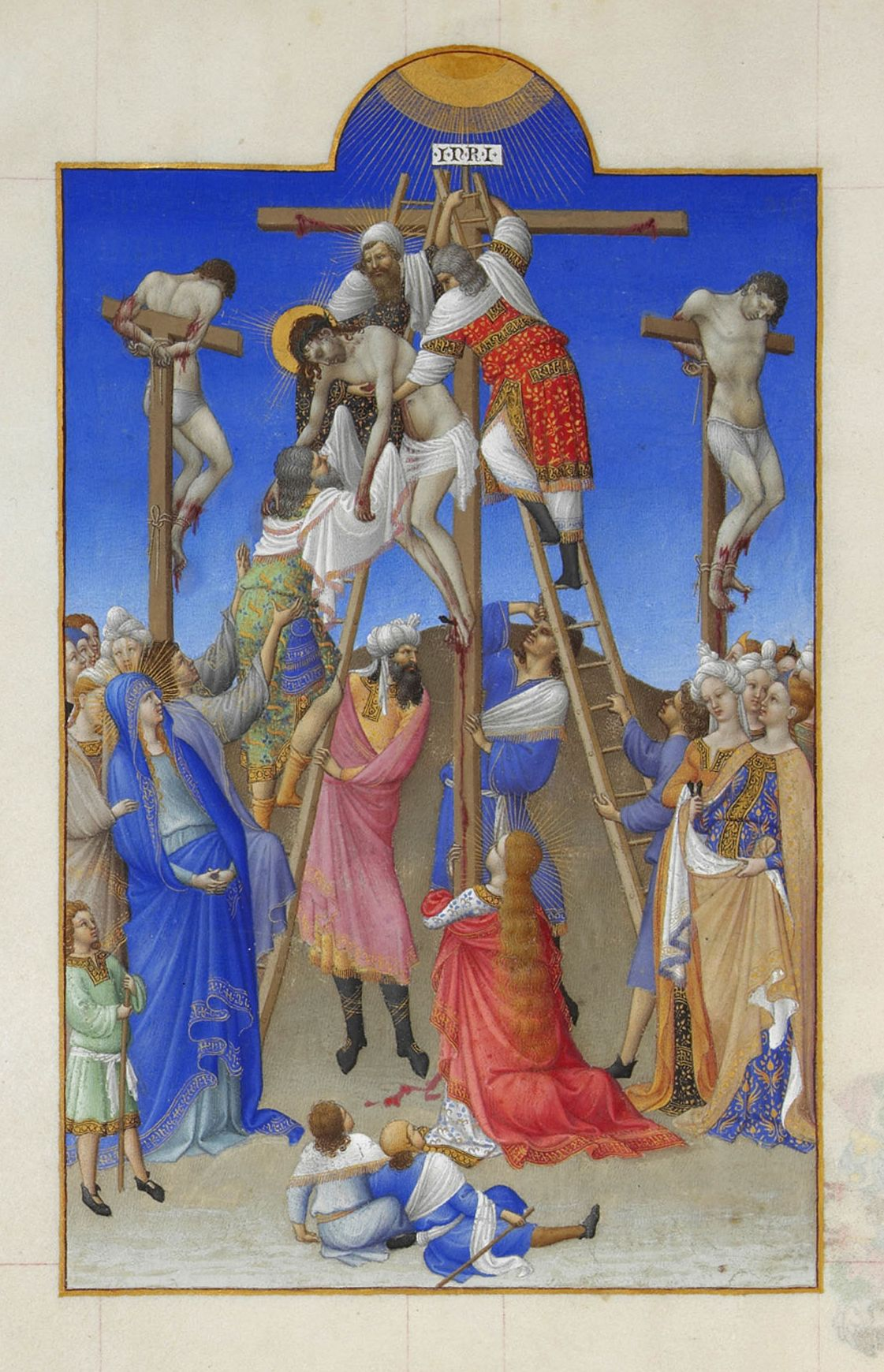
Vyobrazení Snímání z kříže z díla Très Riches Heures (15. století)

Snímání z kříže nebo Snětí Ježíšova těla z kříže (řecky Ἀποκαθήλωσις, Apokathelosis) je v Novém zákoně popsáno v Janově evangeliu – Jan 19, 38–40 (Kral, ČEP), Markově evangeliu – Mk 15, 42–47 (Kral, ČEP), Lukášově evangeliu – Lk 23, 50–56 (Kral, ČEP) a v apokryfních spisech. Podle těchto svědectví snímal Ježíše po jeho ukřižování z kříže Josef z Arimatie, k němuž se podle Janova evangelia přidal Nikodém – Jan 19, 38–40 (Kral, ČEP). V byzantském umění se tento námět stal populárním v 9. století a na Západě od 10. století. Snětí z kříže je 13. zastavení křížové cesty a je také šestou ze sedmi bolestí Panny Marie. 
Mezi další postavy, které nejsou zmíněny v evangeliích a které jsou často součástí vyobrazení tohoto tématu, patří Jan Evangelista, který je někdy zobrazován, jak podpírá omdlévající Marii (jako na níže uvedeném díle Rogiera van der Weydena), a Marie Magdaléna. Evangelia zmiňují blíže neurčený počet žen, které sledovaly ukřižování, včetně Tří Marií (Marie Salome je zmíněna v 15. kapitole Markova evangelia – Mk 15, 40 (Kral, ČEP)), a také to, že pohřeb viděly Panna Marie a Marie Magdaléna – Mk 15, 47 (Kral, ČEP). Tyto a další ženy a nejmenovaní mužští pomocníci jsou často zobrazováni.

## Různé interpretace biblického vyprávění
Záhadou je, že poslední skutek lásky k Pánu nevykonali dva z dvanácti učedníků, ale dvě zcela odlišné osobnosti, které do té doby téměř nehrály žádnou roli. Třetí kapitola Janova evangelia – Jan 3 (Kral, ČEP) popisuje slavný rozhovor Nikodéma s Kristem, v němž klade otázku: „Pane, jak získám nový život?“ Kristova odpověď, že se musí podruhé narodit z vody a Ducha, se obvykle chápe tak, že se má nechat pokřtít. Musí jít do sebe, činit pokání a rozhodnout se žít novým životem. Předtím by měl projít křtem vodou, jehož zkušenost ho může v jeho rozhodnutí posílit.
Nejpozději od 9. století chápali významní křesťanští teologové, jako například Radbertus z Corbie, pohřeb tak, že hrob, v němž je uloženo tělo Páně, představuje srdce člověka. Ve svém komentáři k Matoušovu evangeliu to zdůvodňuje: „Bez Krista je totiž člověk prázdný a prázdný. Teprve Kristus dává lidské duši ústřední smysl.“ Jiní současní badatelé také poukazují na to, že „podruhé se narodit“ byl v pozdní antice také běžný termín.
Do takového kontextu lze zařadit i Josefa z Arimatie. Ostatně raně křesťanské apokryfy jej líčí jako zakladatele zvláštní větve křesťanství, jemuž Kristus ve vězení daroval kalich se svou krví. Poté, co ho Zmrtvýchvstalý několik týdnů učil ve vězení, se stal zakladatelem křesťanství Grálu. Tyto myšlenky byly v tehdejší kultuře díky středověkým románům o grálu všeobecně známé a je třeba je brát v úvahu při interpretaci středověkých vyobrazení.

## Související scény
I na raných vyobrazeních se liší detaily a pózování kompozice, zejména poloha Kristova těla. Výjev byl obvykle zařazován do středověkých cyklů Život nebo Umučení Krista mezi Ukřižování a Uložení Krista do hrobu. Oplakávání Krista či Pieta, zobrazující Kristovo tělo držené Marií, může zasahovat mezi tyto dva výjevy a je běžná jako samostatný obraz, zejména v sochařství. Dalšími scénami, které mohou být zobrazeny, jsou Nesení těla, zobrazující Kristovo tělo nesené do hrobu, a Pomazání Kristova těla, zobrazující tělo položené naplocho na vrcholu hrobu nebo na podobně tvarovaném „kameni pomazání“. Poslední z nich je obzvláště důležitá v pravoslavném umění, kde je zobrazena na epitafiu.

## Snímání z kříževe výtvarném umění

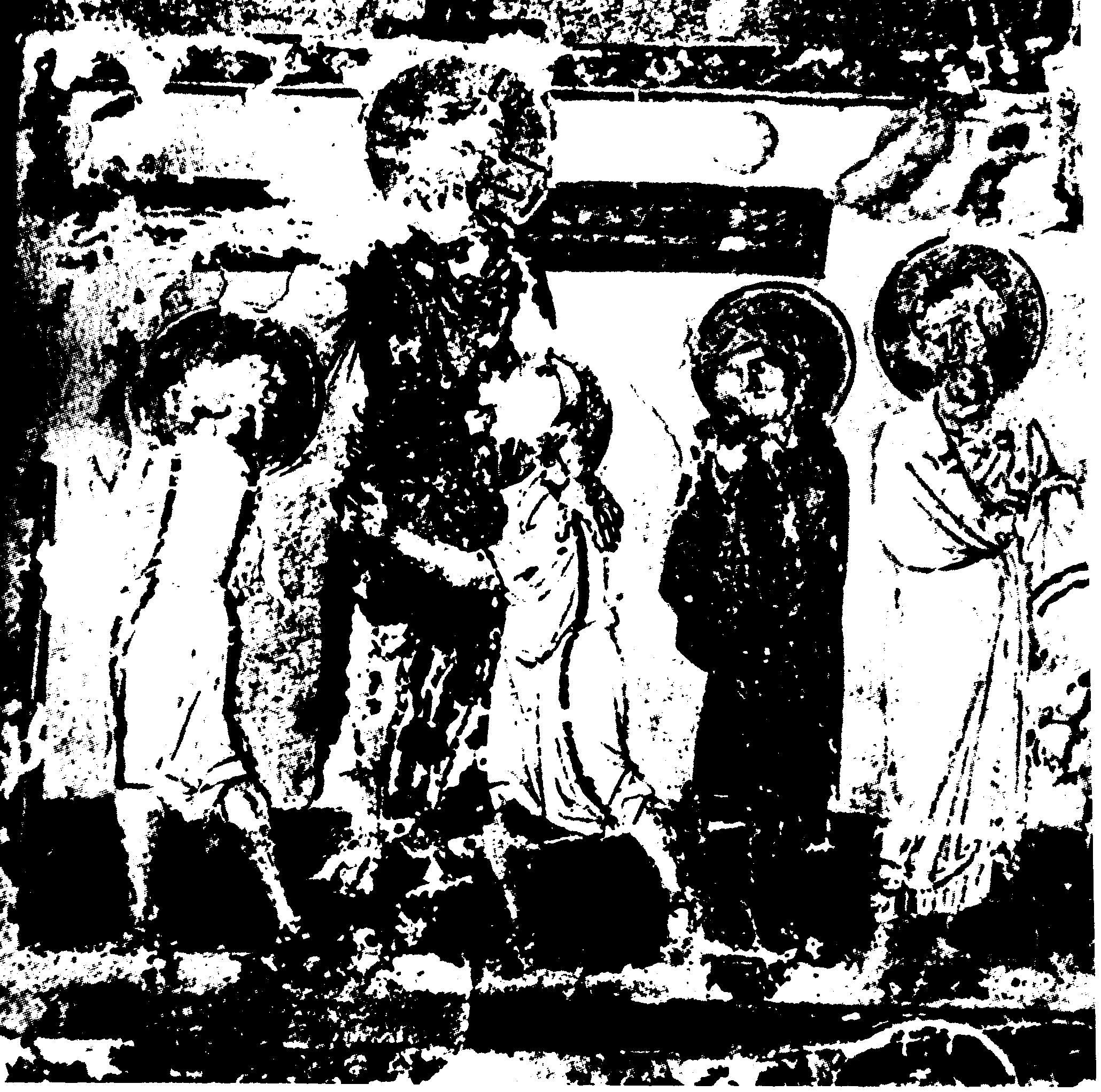
Snímání z kříže, kodex Řehoře z Nazianzu, asi 860–890

Zobrazení Snímání z kříže se v byzantském a západním umění objevují od 9. století. Walther Matthes a Rolf Speckner dokázali předložit seznam 246 vyobrazení pro období mezi lety 820 a 1300, který lze jistě rozšířit. Vyobrazení jsou v tomto období rozložena tak, že dvě až tři pocházejí z 9. století, dvanáct jich pravděpodobně vzniklo v 10. století a dalších pět je datováno „kolem roku 1000“. V 11. století jich vzniklo 27, kolem roku 1100 osm, ve dvanáctém 67, dalších sedm kolem roku 1200, 106 ve 13. století a konečně jedenáct je datováno kolem roku 1300. Jestliže nepřesné datování „kolem přelomu století“ se rozdělí, vyjde z toho dvojnásobný počet datování od století ke století. Od 14. století se materiál stává nepřehledným a není k němu dostupná specializované studie.
Přesto lze nastínit některé základní tendence. Nejstaršími, poměrně bezpečně datovanými vyobrazeními jsou dvě iluminace ze západní a východní Evropy, pravděpodobně spojené kamenným reliéfem. Není známo, proč se zájem o tuto událost objevil právě v 9. století. Z 10. století se dochovalo několik iluminací, byzantské nástěnné malby a několik západních reliéfů ze slonoviny. Reichenauova škola, která vznikla v 10. století, pokračovala v knižní iluminaci 11. století. Poprvé se objevují slonovinové plastiky, dřevěné reliéfy, kamenné reliéfy a kovové reliéfy Snímání z kříže. Ve 12. století vzniklo bohatství kamenných plastik, dalších iluminací a nástěnných maleb. Ve 13. století již žádné další kamenné reliéfy nevznikly, nahradily je dřevěné a někdy i mobilní sousoší. Vzniklo velké množství a rozmanitost iluminací a vedle mnoha nástěnných maleb i první deskové malby. Tok vznikajících deskových maleb v západní Evropě plyne napříč staletími a vrcholí v 15. a 16. století. Od konce 13. století vznikají na Východě také ikonové malby Snětí z kříže. A konečně dalšího vrcholu dosáhla výroba dřevěných reliéfů v letech kolem roku 1500.

### Nejstarší vyobrazení v byzantském umění
Nejstarší známé byzantské vyobrazení je miniaturní malba a nachází se v Řeckém kodexu 510, který byl vytvořen pro Basileia I. Předpokládá se, že vznikl v šedesátých nebo osmdesátých letech 9. století. Vyobrazení zde zdůrazňuje odstranění hřebů, jak naznačuje řecké slovo pro snímání z kříže apokathelosis: znamená „sundání hřebů“. Vlevo Nikodém vytahuje hřeb z Kristovy ruky silnými kleštěmi. Uprostřed Josef z Arimatie, který přichází zprava, objímá Kristovo tělo, aby je mohl nést. Kristova levá ruka, již uvolněná, spočívá na Josefově rameni. Za ním vpravo stojí Marie a Jan, svědek. Zdá se, že Maria svírá ruce pod bradou. Nad břevnem kříže lze rozeznat slunce a měsíc. Nápadné je sochařské tvarování malých postav. Prosazuje se zde vliv pozdně antického stylu. Je otázkou, zda to odkazuje to na starší předlohy.
V Tokalı Kilise nedaleko Göreme v Kapadocii se dochovala raná nástěnná malba, která vznikla v jeskynním kostele kolem let 910–920. Josef z Arimatie objímá oběma rukama nadměrně velké Kristovo tělo a bere si ho na rameno. Kristova hlava nese plnovous. Přes ramena mu splývají dlouhé prameny vlasů. Kristovy paže, již oddělené, visí dlouze přes Josefova záda; Marie, stojící za bělovlasým mužem, drží Kristovy paže. Jeho hlava, obklopená aurou kříže, sotva vyčnívá a dotýká se koruny Mariiny hlavy. Kristus má na sobě krátkou suknici se středovým záhybem kolem beder. Nikodém se sklání a malými kleštěmi odstraňuje hřeby z kmene, které mu probodly nohy. Stejně jako Marie má svatozář. Měsíc nad pravým břevnem naznačuje kosmický význam této události. Řecký malíř umístil Kristovu hlavu tam, kde bychom očekávali slunce nad druhým břevnem kříže.
Ve středověku vznikaly v oblasti ovlivněné byzantskou kulturou malířské příručky, které do posledního detailu předepisovaly, co má být namalováno. V důsledku toho se na Východě rychle vyvinula tradice malého počtu stylů výtvarného zpracování námětu. Kam až sahal vliv řeckého pravoslaví, například ze Sinaje do Srbska, tam se tyto formy dlouho předávaly. Přes severní Itálii (Aquileia, Benátky, Rimini) ovlivnila řecká díla také západní zobrazování Snímání z kříže. 

### Nejstarší vyobrazení v západní Evropě

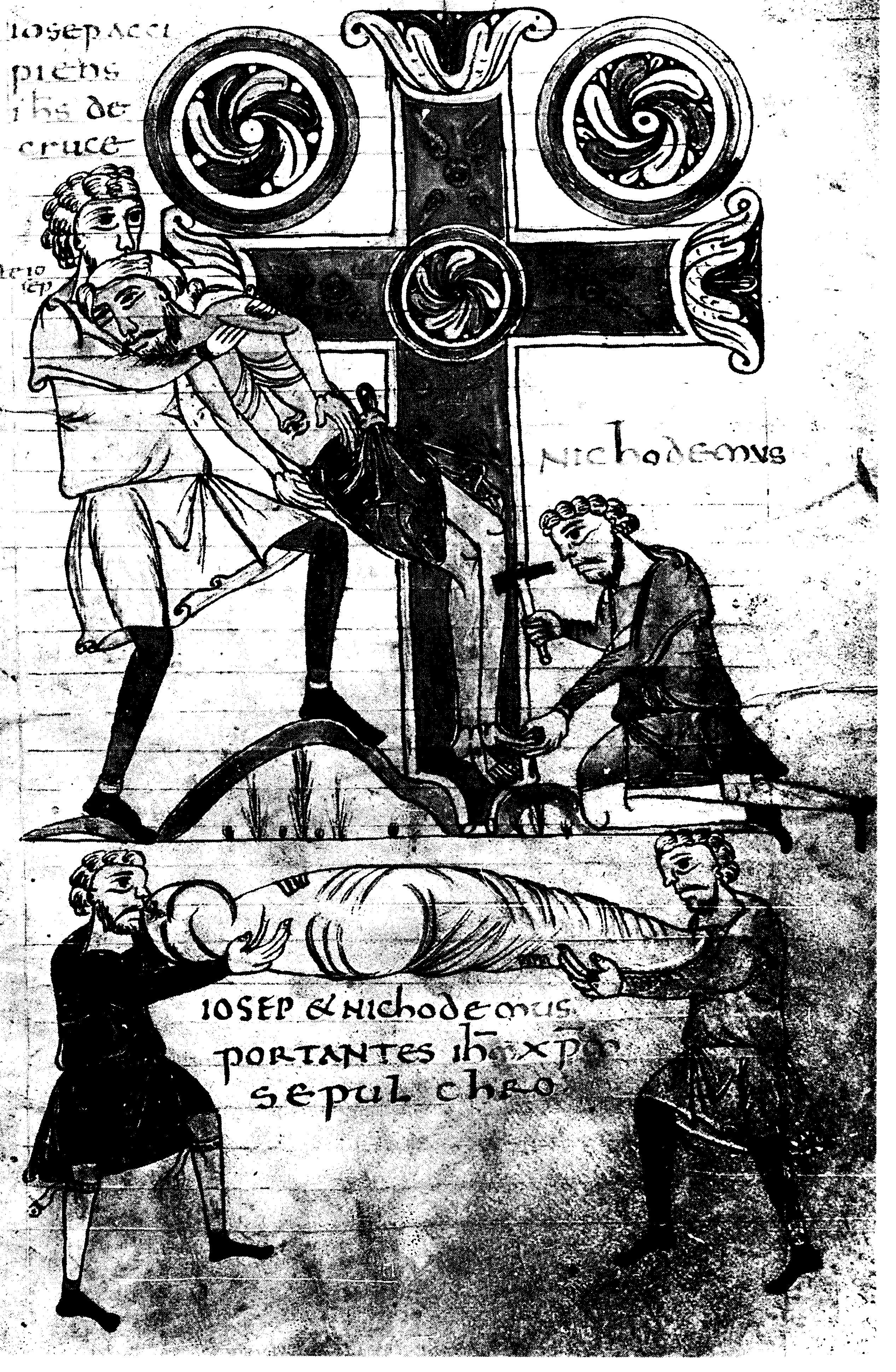
Bretonské snímání z kříže. Kodex z Angers. Kolem roku 850

Zdá se, že na Západě bylo snímání z kříže zobrazováno o něco dříve. Nejstarším, poměrně bezpečně datovaným vyobrazením je knižní iluminace v Bretonském kodexu z Angers. Gertrud Schillerová datuje toto zobrazení do poloviny 9. století. Josef zde stojí po levé straně a objímá již oddělenou horní část Kristova těla. Tím, že Josef položí nohu na zemní val, je schopen kolenem podepřít Kristovo tělo. Nikodém klečí u paty kříže a kladivem vytlouká hřeb. Jsou doplněna jména obou: iosep accipiens ihs de cruce je napsáno nad hlavou postavy vlevo a iste iosep je napsáno menšími písmeny přímo vedle krku postavy. Nichodemus je napsán nad klečící postavou vpravo, která odstraňuje hřeb. Všude, kde se na středověkých vyobrazeních objevují jména těch, kdo nesou tělo z kříže, je to Josef, kdo nese tělo, zatímco Nikodém se ujímá pomocné role. Nápadné jsou rozšiřující se konce ramen kříže, které připomínají pružné kalichy. Kříž, znamení smrti, nese znamení nového života. Uprostřed, kde se břevna setkávají, je kruh s devíti listy uspořádanými do spirály. Je to prostor, kde Kristovo srdce vytrpělo bolest ukřižování. Nad břevnem stojí slunce a měsíc, zobrazené jako mohutné kruhy, uvnitř kterých se také zdají být listy, i když jen šest, ve spirálovitém otáčení. Jan a Marie na vyobrazení v Angerském kodexu chybí. Vzniká tak klidné soustředění na jediný důležitý proces. Ve spodní scéně oddělené linkou nesou Josef a Nikodém zabalené Kristovo tělo ke hrobu. Odlišný charakter vyobrazení naznačuje, že vyobrazení, která vznikla ve stejném období, jsou na sobě do značné míry nezávislá.

### Reichenauská škola

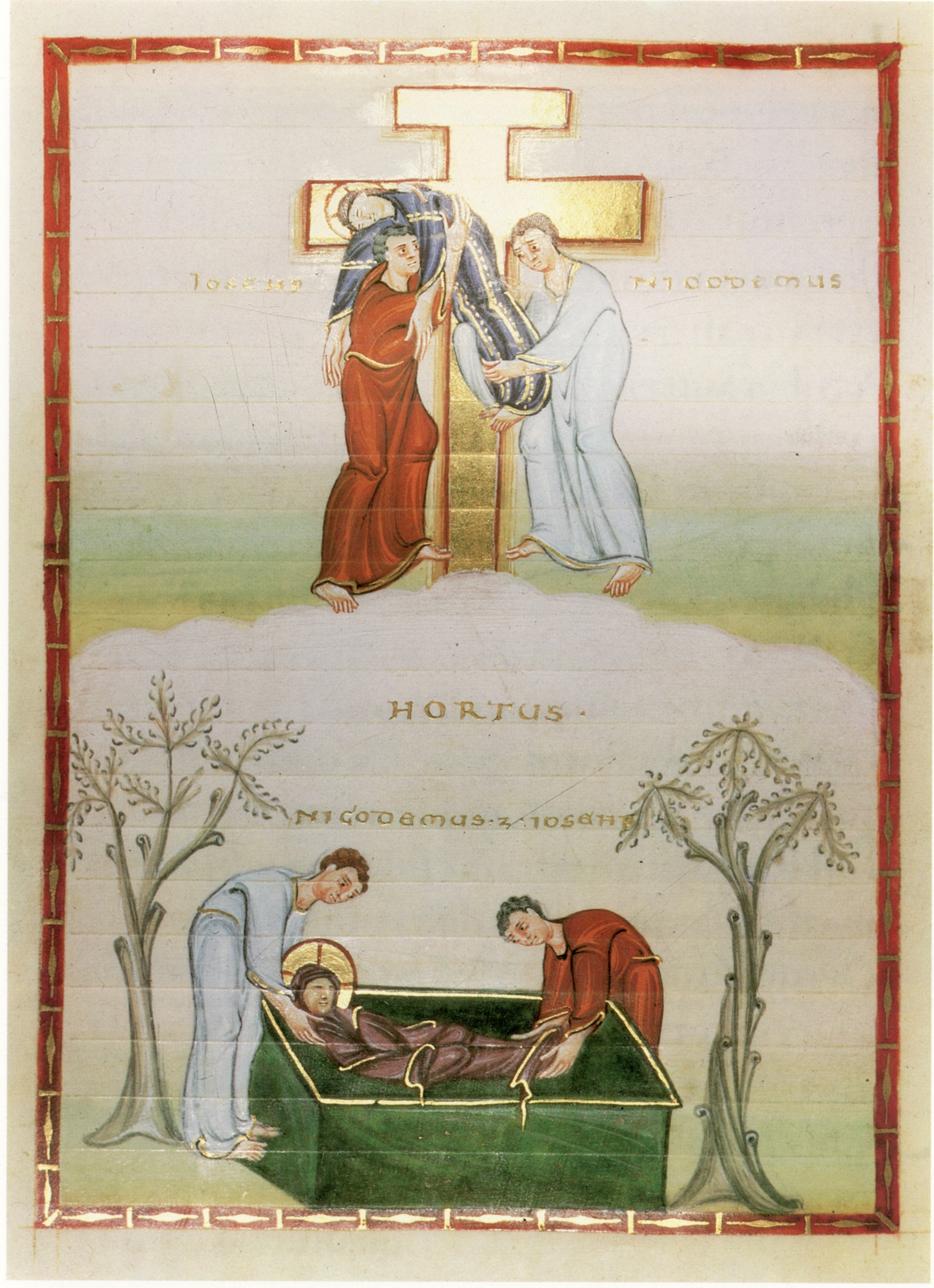
Snímání z kříže. Egbert-Kodex. Reichenauská škola. 980–990

K těmto dvěma východiskům uměleckého ztvárnění se o sto let později přidal třetí způsob ztvárnění, který se stal vzdělávacím, a to způsob malířské školy v Reichenau. Okolí předmětu je při zobrazení redukováno na minimum. Tato díla se vyznačují jemnou niterností, kterou ostatní dvě školy postrádají. Ústředním dílem posledně jmenované školy je Egbertův kodex, který vytvořili po roce 980 mniši z Reichenau Kerald a Heribert pro trevírského arcibiskupa Egberta. Obsahuje mimo jiné obraz Snětí z kříže ponořeného do snové atmosféry hlubokého ticha. (KA 13) Kříž je namalován dostatečně nízko, takže není zapotřebí žebřík ani stolička. Oba muži stojí důstojně a vzpřímeně a společně drží Kristovo tělo. Josef si ho klade přímo přes rameno, Nikodém nese jeho nohy. Kříž je bez ozdob. Muži se zdají být pohrouženi do své práce. Klidné soustředění na to podstatné podtrhuje hlubokou vážnost celé akce.

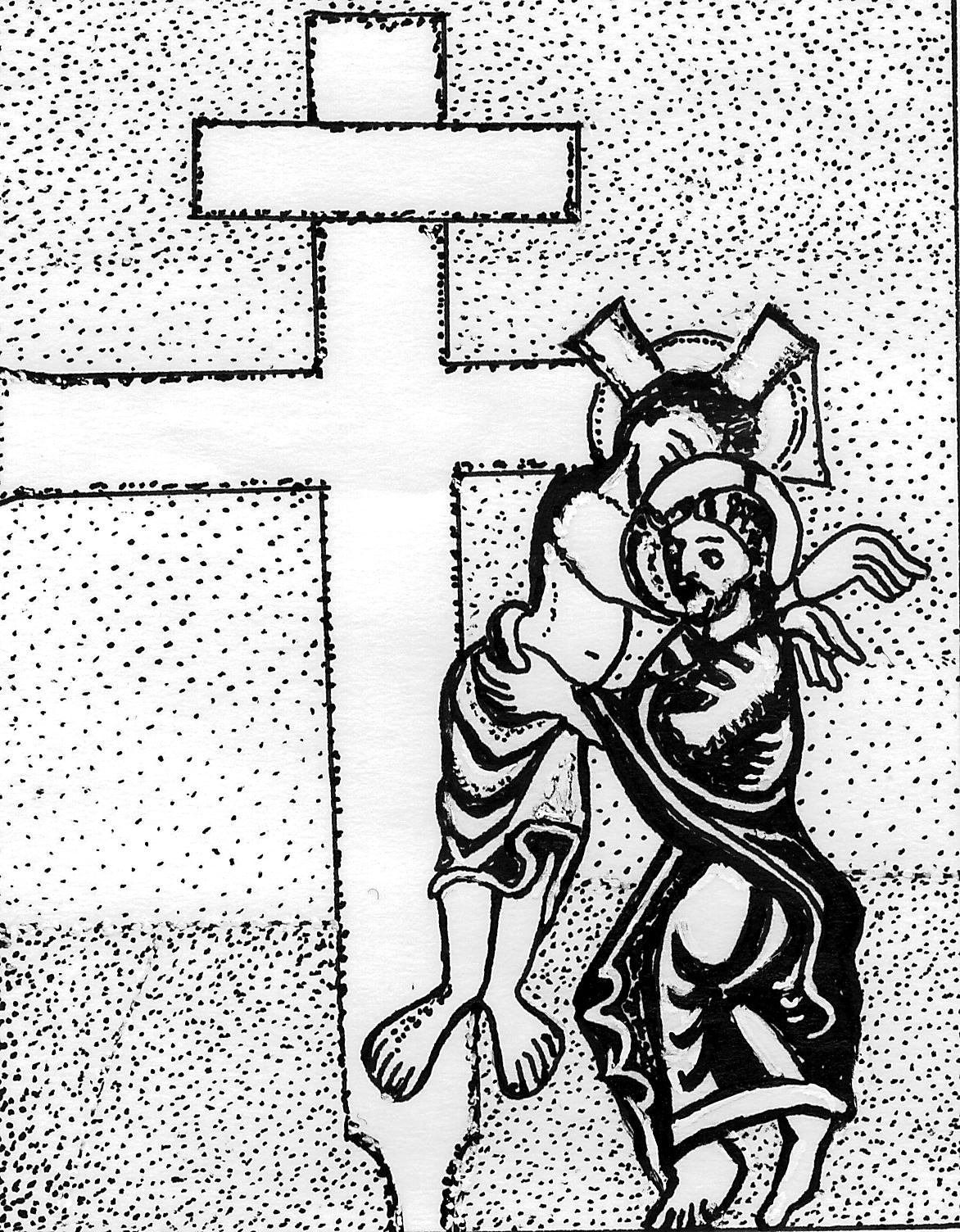
Iluminace knihy ve fuldském sakramentáři. Göttingen. Kolem roku 975 Kresba: Marianne Klement

Další vyobrazení z této školy (KA 5) se nachází ve fuldském sakramentáři v Göttingenu. K divákovi z něj promlouvá stejný okouzlující klid. Přijetí zde provádí pouze jedna osoba, pravděpodobně Josef z Arimatie. Učedník přistupuje ke kříži zprava a nechává ramena s těžkým tělem sklouznout přes pravé rameno. Josef má svatozář, která částečně zakrývá Kristovu tvář. Jakkoli je vyobrazení malé, je plné života. Josef se zvedá na špičky, aby přijal Pána. Vpravo, spojené s Ukládáním společným rámem, je Ukládání do hrobu, v němž tělo zesnulého nesou dva učedníci. Další sakramentář je uložen v Udine (KA 14). Jeho vyobrazení Snímání z kříže je natolik podobné výše zmíněnému fuldskému sakramentáři, že oba pravděpodobně pocházejí ze stejné dílny, možná z Fuldy. V Bamberku se nachází ještě jeden fuldský sakramentář, který zobrazuje Snímání z kříže stejným způsobem (KA 21).
Další vyobrazení navazují na Egbertův kodex, například evangeliář Oty III. (KA 17) a evangeliář Jindřicha III. (KA 23). Na jednom listu jsou zde spojeny tři výjevy. Horní polovinu vyplňuje Ukřižování, pod nímž se vlevo nachází Ukládání a vpravo Pohřbívání. Nad posledními dvěma je nápis ligno depositus a iusti fitqi sepultus. Vážný klid začíná být vytěsňován rozmanitostí toho, co je zobrazeno. Kristovo tělo ztratilo veškerou tíhu: je lehce zvedáno dvěma věrnými učedníky. Evangeliář císaře Oty III. z pokladnice cášského dómu (KA 16), který vznikl kolem roku 1000, je rovněž připisován škole z Reichenau.

### Vyobrazení z 11. a 12. století

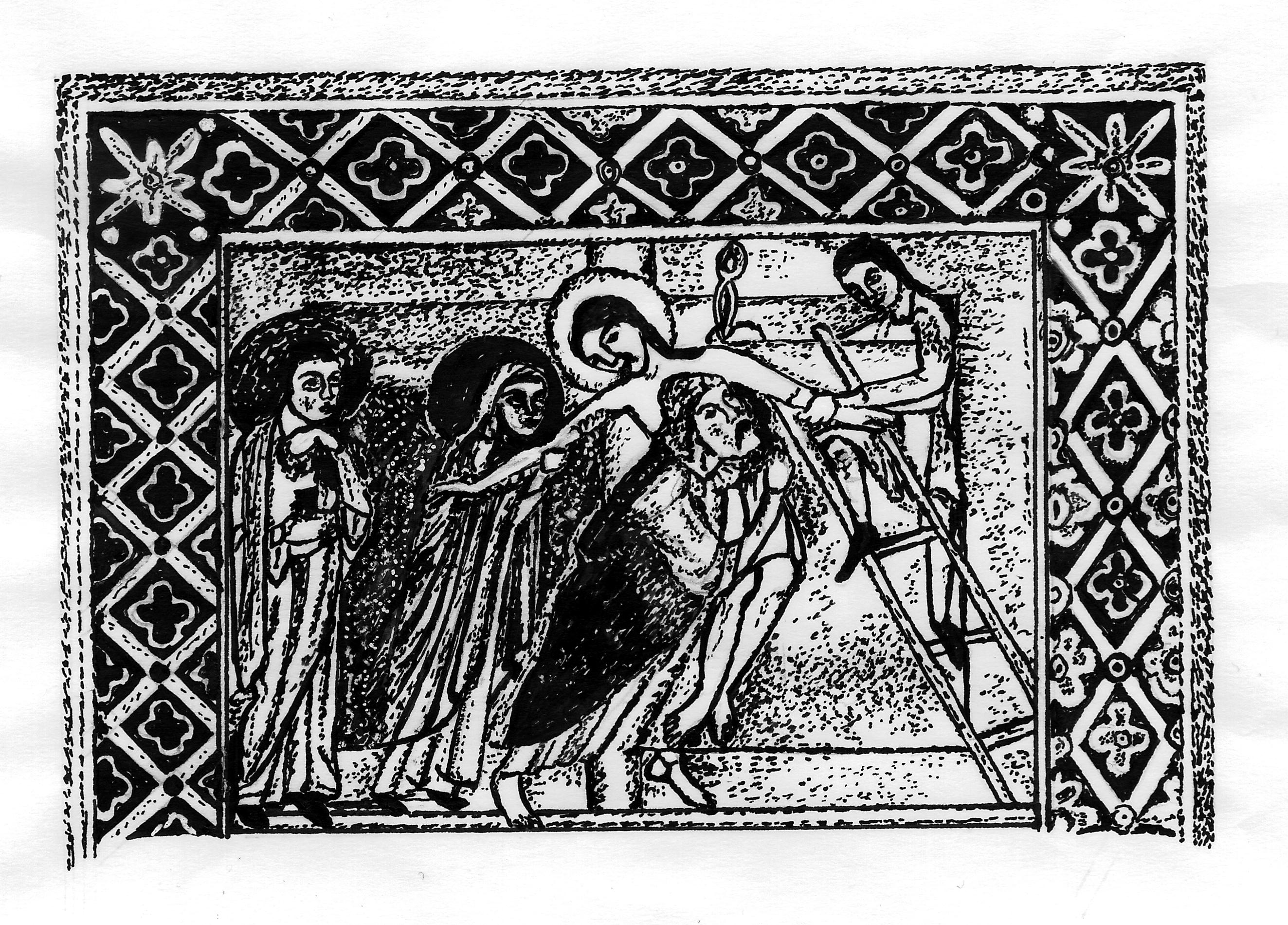
Knižní iluminace. Škola Rogera z Helmarshausenu. Hnězdenská kapitulní knihovna. Kolem roku 1160. Kresba: Marianne Klement

V průběhu 11. a 12. století se počet křížů neustále zvyšoval. Vyráběly se především knižní iluminace. Ottonské iluminace se nacházejí také na území dnešního západního Polska, v Hnězdně. Kolem roku 1085 byl vytvořen kodex, jehož Snímání z kříže (KA 27) zabírá třetinu stránky. Nikodém je zobrazen v nadživotní velikosti, přistupuje ke kříži zprava a předává tělo Josefovi, který stojí vlevo. Nikodémova královská postava zde působí královštěji než kdekoli jinde. Mimochodem, jsou zde přítomny pouze tři ženy, Jana není vidět. Ikonografie tohoto obrazu mu proto dává zvláštní postavení.

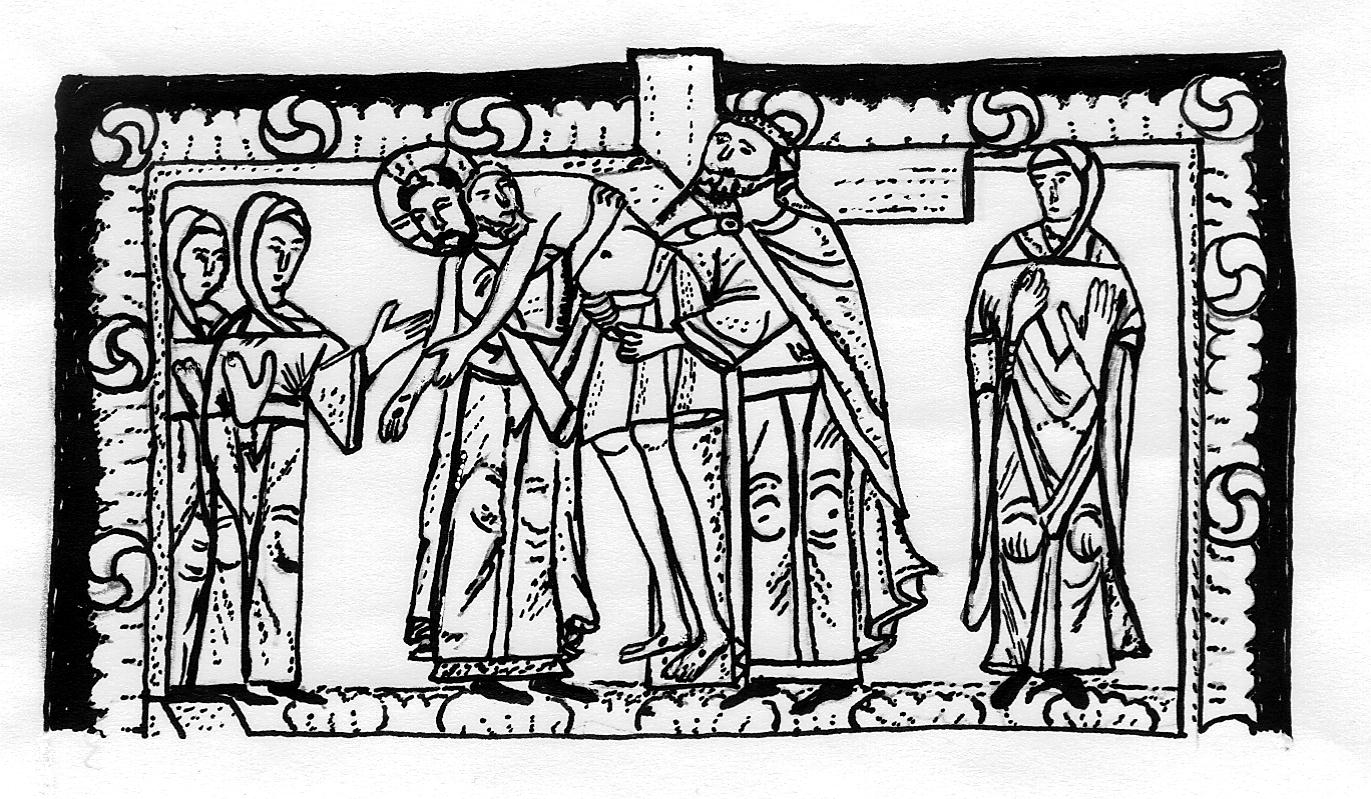
Knižní iluminace v Codexu Aureus kapitulní knihovny v Hnězdně. Kolem roku 1085. Kresba: Marianne Klement

Druhé vyobrazení z Hnězdna (KA 73) je datováno do doby kolem roku 1160 a připisuje se Rogerovi z Helmarshausenu nebo jeho škole, která sídlila v oblasti Weseru. Malovaný rám prozrazuje znalost zlatnické techniky niello. Nikodém používá žebřík a shora spouští Kristovo tělo na Josefova ramena. Přestože Nikodém vylezl po žebříku, drží Kristovu levou ruku, zatímco Marie nese jeho pravou ruku vlevo od kříže. Jan stojí za Marií zcela vlevo.

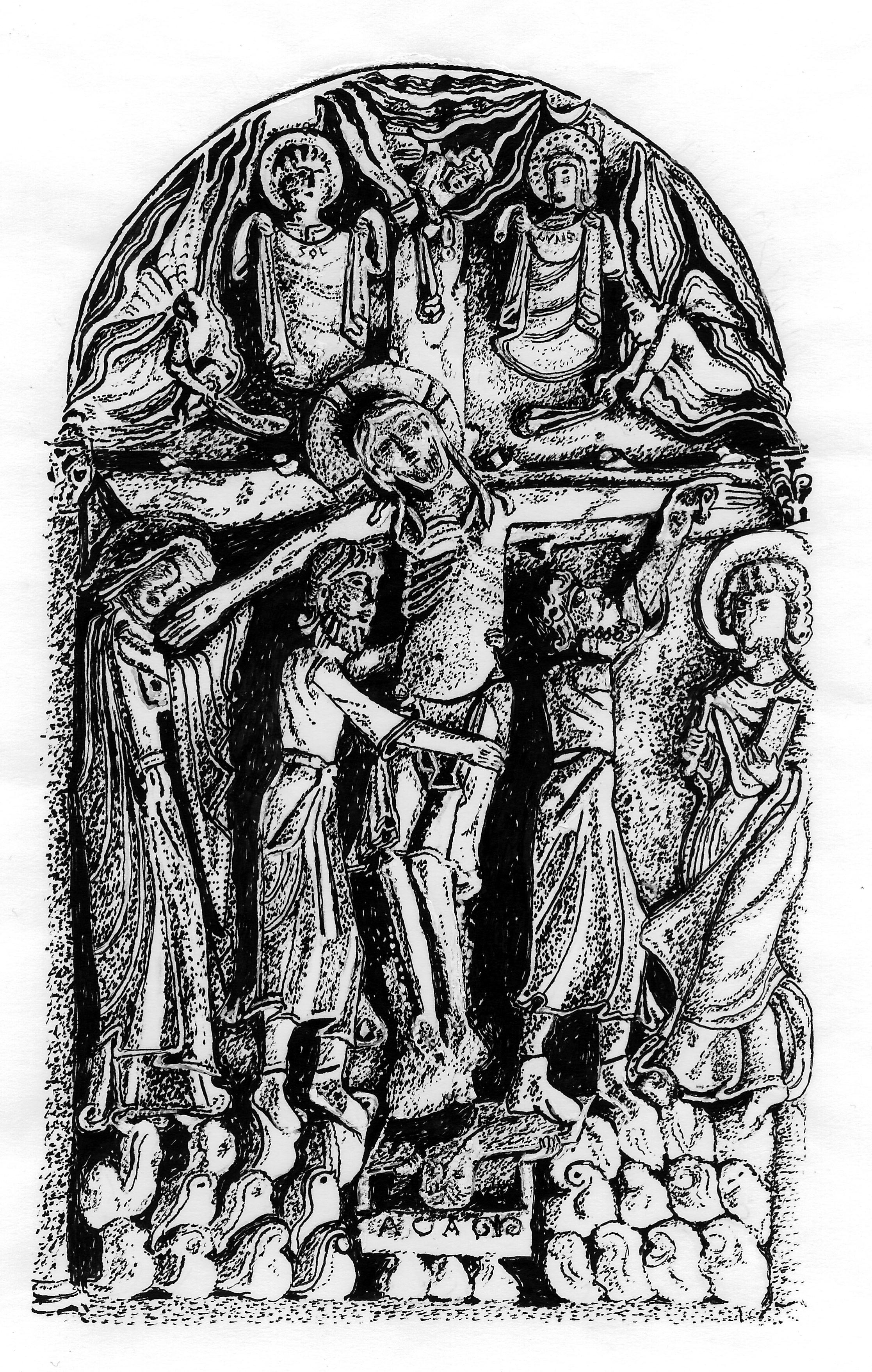
Kamenný reliéf v Santo Domingo in Silos. 1085–1100. Kresba: Marianne Klement

Jedno z nejkrásnějších vyobrazení Snímání z kříže vzniklo krátce před rokem 1100. Jedná se o kamenný reliéf v křížové chodbě kláštera Santo Domingo in Silos (KA 42). Josef z Arimatie přistoupil ke kříži zleva a položil ruce kolem Pánova těla. Za ním stojí Maria a tiskne si Kristovu pravou ruku na tvář. Nikodém stojí nalevo od kříže a je otočen k Pánu zády. Kleštěmi vytahuje hřeb z jeho levé ruky. Konečně Jan stojí zcela vpravo s knihou v náručí; celé jeho tělo je v pohybu. Jan a Marie mají svatozář, zatímco Josef a Nikodém nikoli. Kristus má také velkou auru s křížem. Nad křížem mávají tři andělé kadidelnicemi. Slunce a měsíc se jeví jako personifikované a jsou skryty za látkami. Pod křížem je schránka, označená písmeny ADAM jako jeho hrob. Písmeno M má podobu malého stromu života. Sám Adam vzhlíží z hrobu a drží víko. Všude kolem něj jsou hroudy hlíny, jejichž nepravidelný povrch vypadá jako hladina moře.

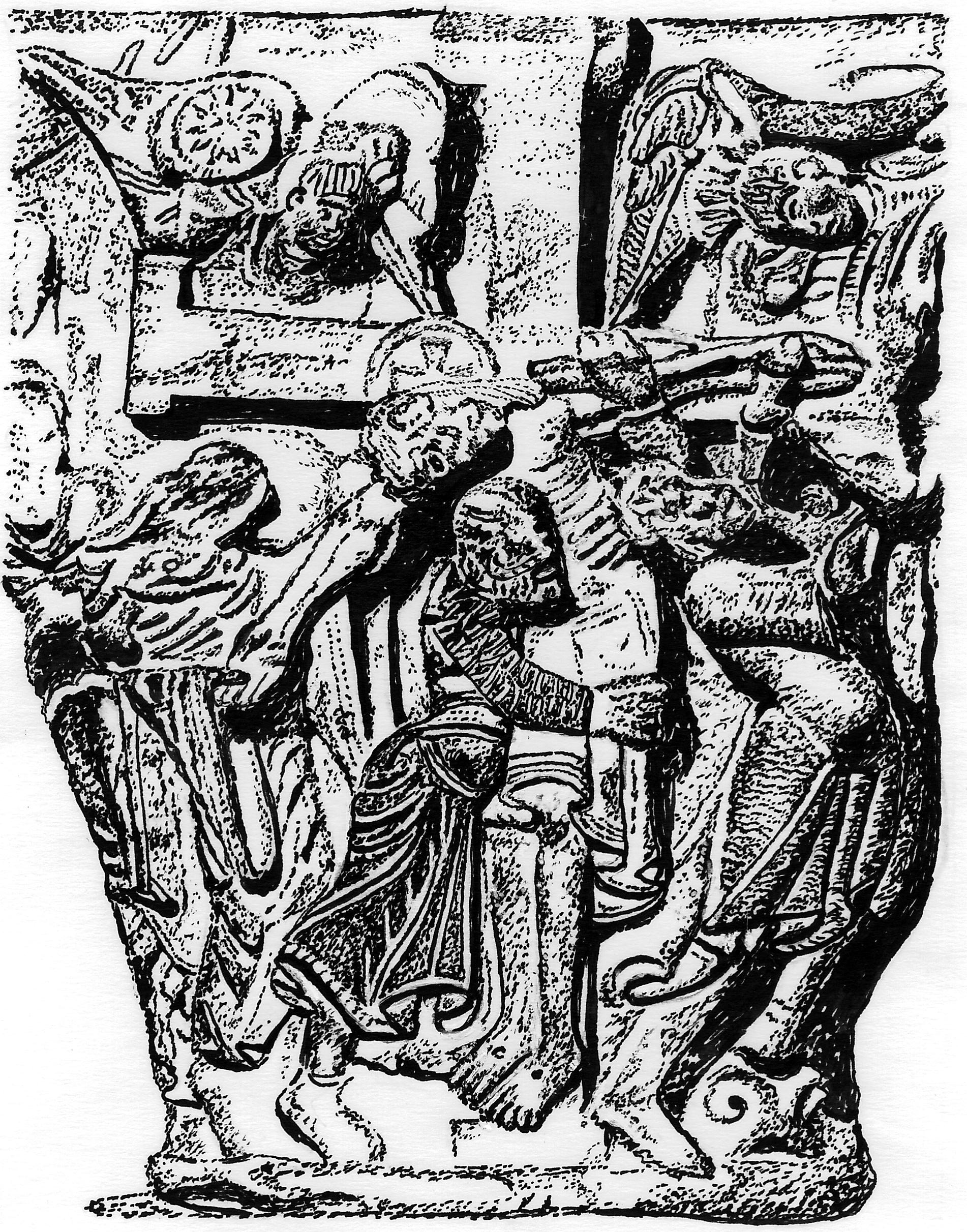
Kapitula z křížové chodby katedrály v Pamploně. Kolem roku 1145. Kresba: Marianne Klement

Reliéf kříže na Externsteine, který je od dob Goetheho střídavě připisován 9. a 12. století, se nachází na Externsteine, pískovcové skupině v Teutoburském lese. Jedná se o největší sochu, která byla vytesána do skály pod širým nebem v Evropě. V poslední době bylo předloženo množství argumentů ve prospěch toho, že tento reliéf je také jedním z nejstarších vyobrazení z 9. století.
Dalším významným románským sochařským dílem je kapitula, která vznikla asi o 40 až 50 let později, rovněž ve Španělsku, konkrétně v Pamploně (KA 103). Kompozice výjevu je téměř totožná s výjevem v klášteře Silos: Josef přistupuje k Pánu zleva a pokládá ruce kolem jeho těla, které se již začalo naklánět na jednu stranu. Marie uchopí již uvolněnou levou paži, zatímco Nikodém uvolní pravou paži silnými kleštěmi. Nad křížem jsou vidět dva andělé nesoucí slunce a měsíc. Zvláštní pozornost si zaslouží precizně zpracovaná roucha obou aktérů. Jejich energické jednání jako by je odnášelo od země, jako by je naplňoval mocný pohyb vzhůru. Nikodém se jednou nohou opírá o malý strom života, který vyrůstá v blízkosti paty kříže a připomíná ten na reliéfu v Silosu. Podobnost s reliéfem na Externsteinu nelze přehlédnout.

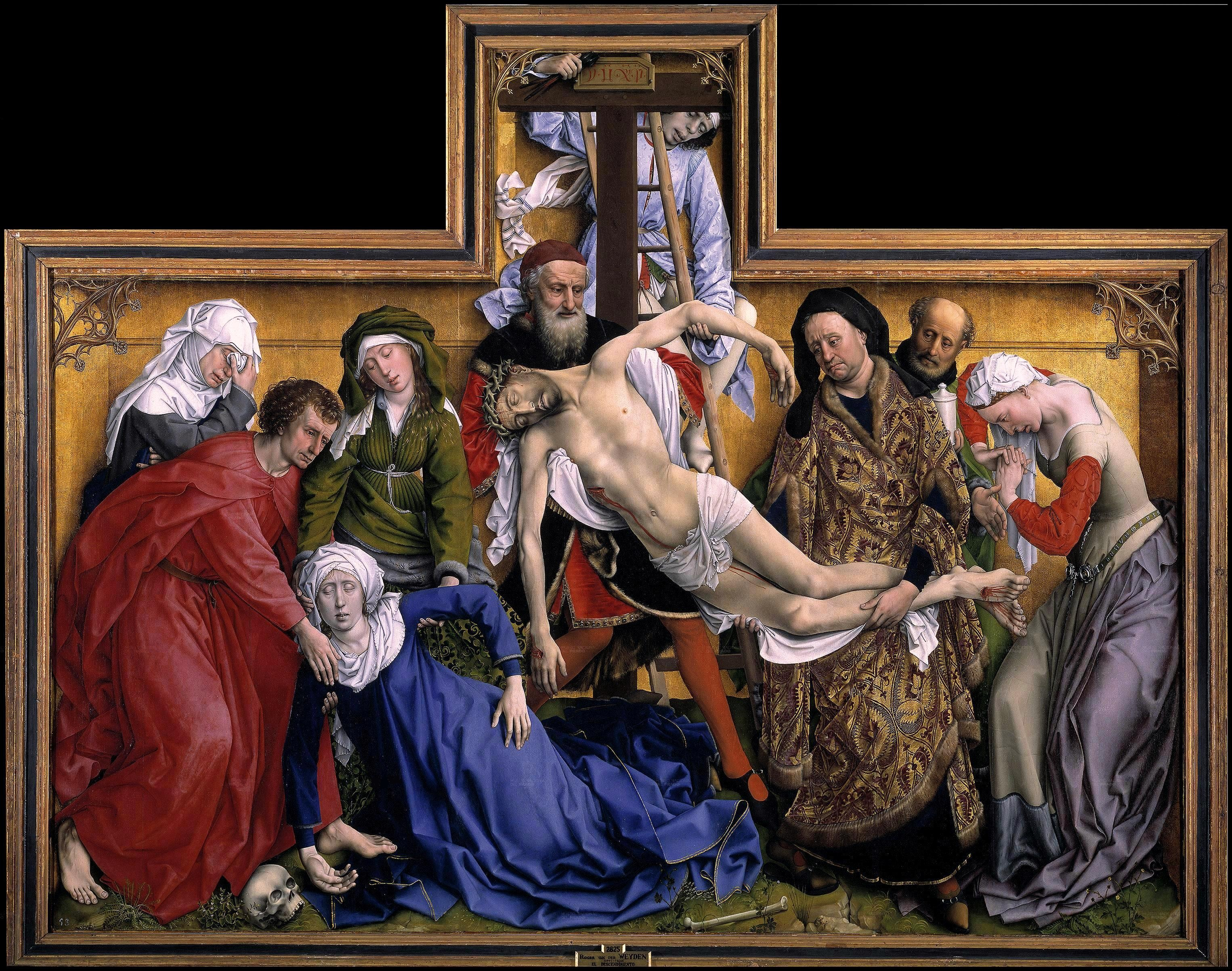
Snímání z kříže, Rogier van der Weyden (1435), Museo del Prado

### Představy pozdního středověku
Počet vyobrazení Snímání z kříže se zvyšoval až do roku 1500. Zejména k reliéfním dílům a plně sochařským dřevěným vyobrazením přibyly deskové obrazy, jejichž pozdním příkladem může být Snímání z kříže na velkém oltářním obraze od Rogiera van der Weydena. Tento výjev byl také od počátku zařazován do Knih hodinek.

### Novověká vyobrazení
V renesanci se tento námět stal oblíbeným pro oltářní obrazy, částečně kvůli náročnosti kompozice a vhodnosti vertikálního tvaru. Manýristická verze od Rossa Fiorentina je obvykle považována za jeho nejvýznamnější dílo a Pontormův oltářní obraz je pravděpodobně jeho nejambicióznějším dílem. Námět byl několikrát namalován jak Rubensem, tak Rembrandtem, který jeden z obrazů (dnes v Mnichově) zopakoval ve velkém tisku, svém jediném, který byl převážně rytý, a vytvořil také dva další lepty s tímto námětem.

## Galerie

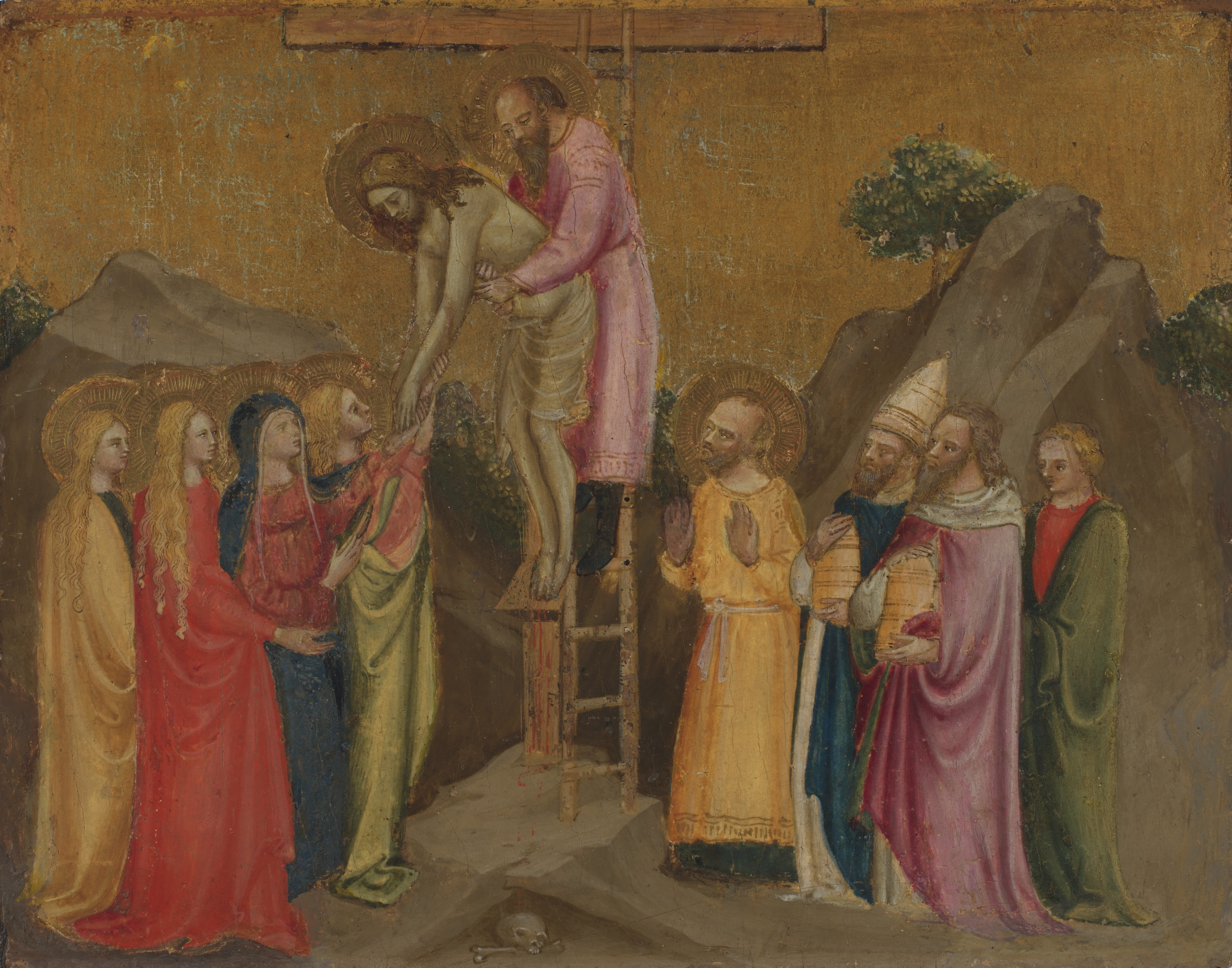
Snímání z kříže (14. století), olej na dřevě, Itálie
Snímání z kříže. Arménský rukopis. Daniel z Uranče, evangelium (1463)
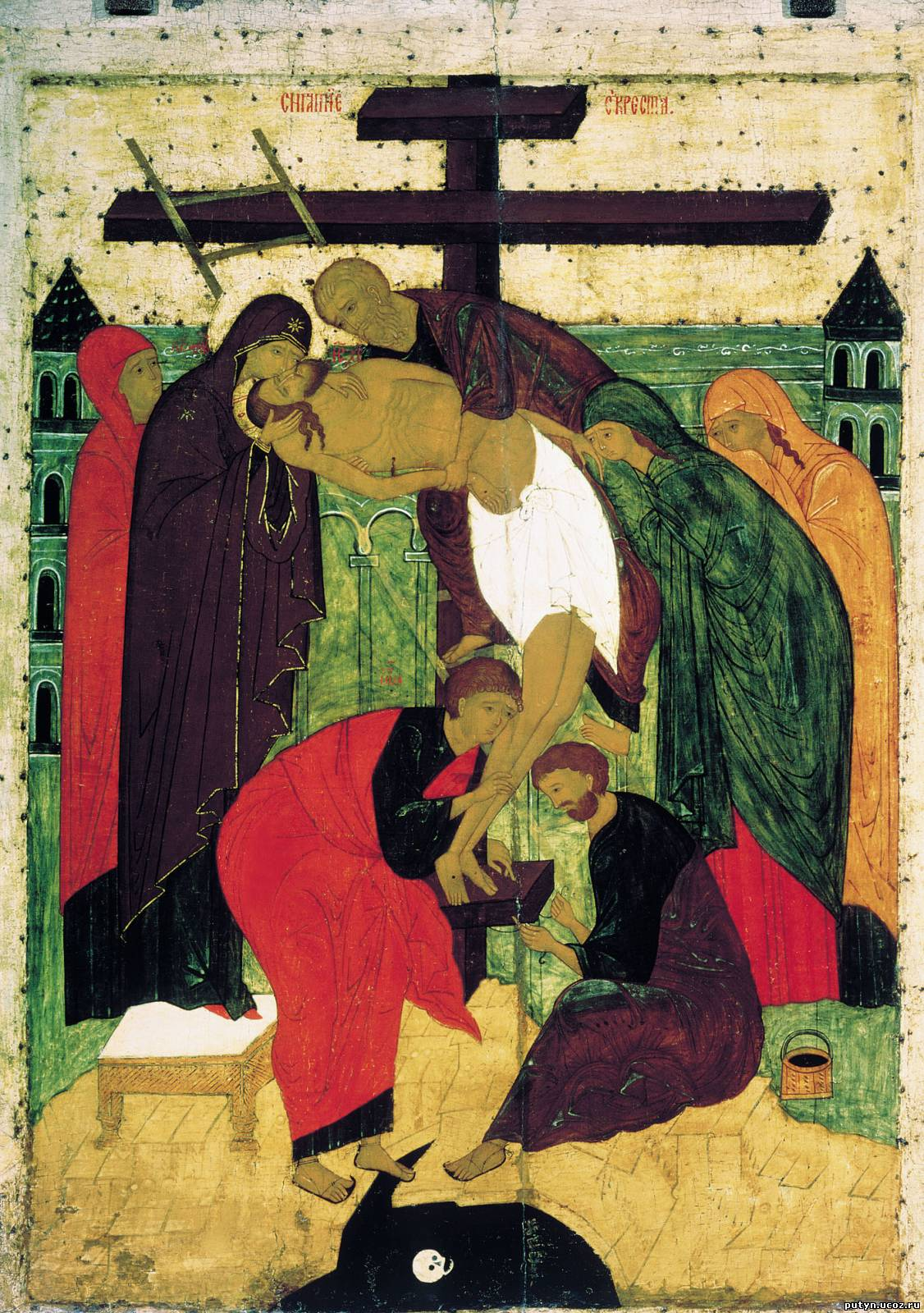
Snímání z kříže (ikona z 15. století)
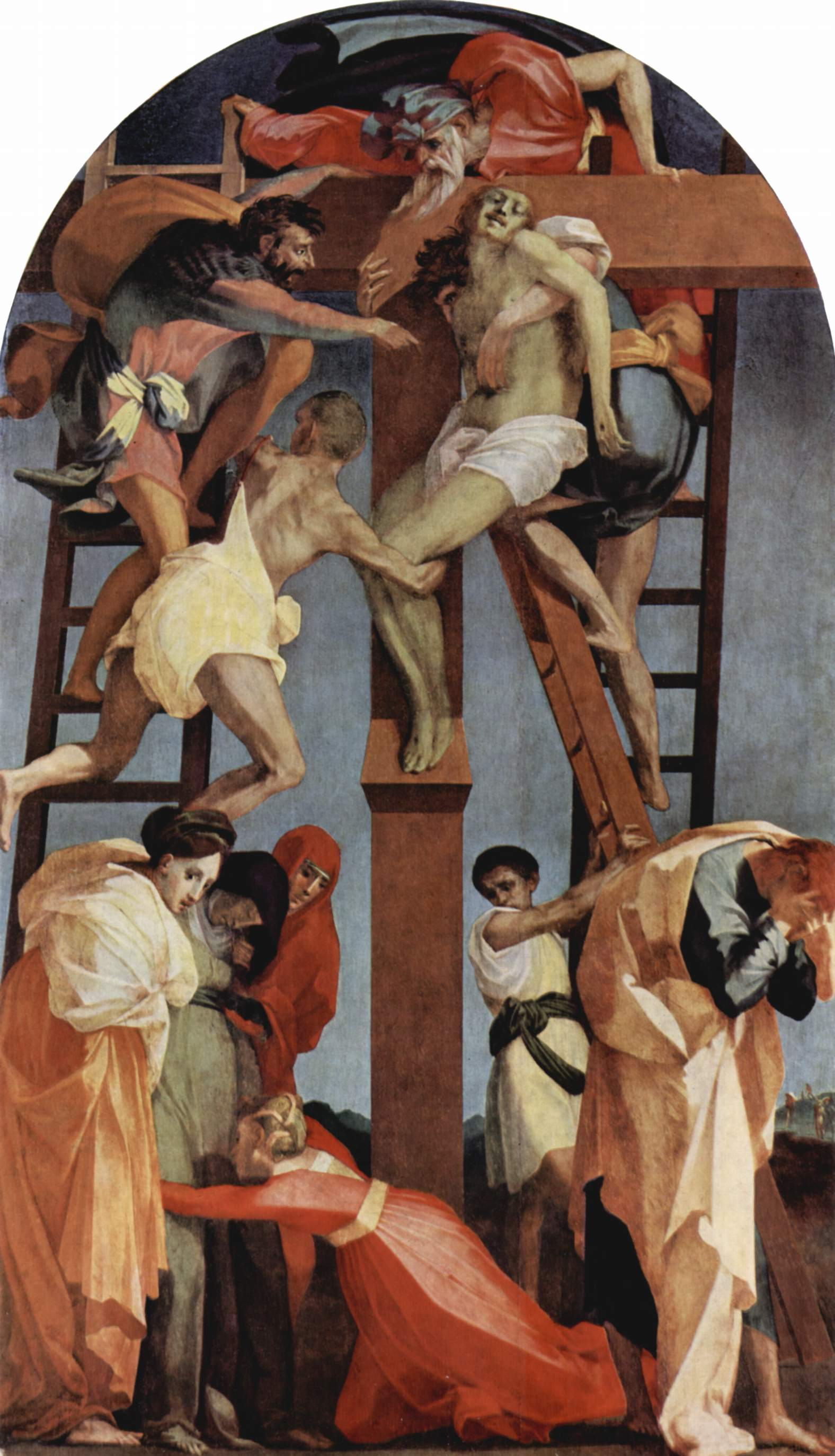
Rosso Fiorentino. Snímání z kříže (1521) Olej na dřevě. 375 × 196 cm. Pinacoteca Comunale di Volterra, Itálie
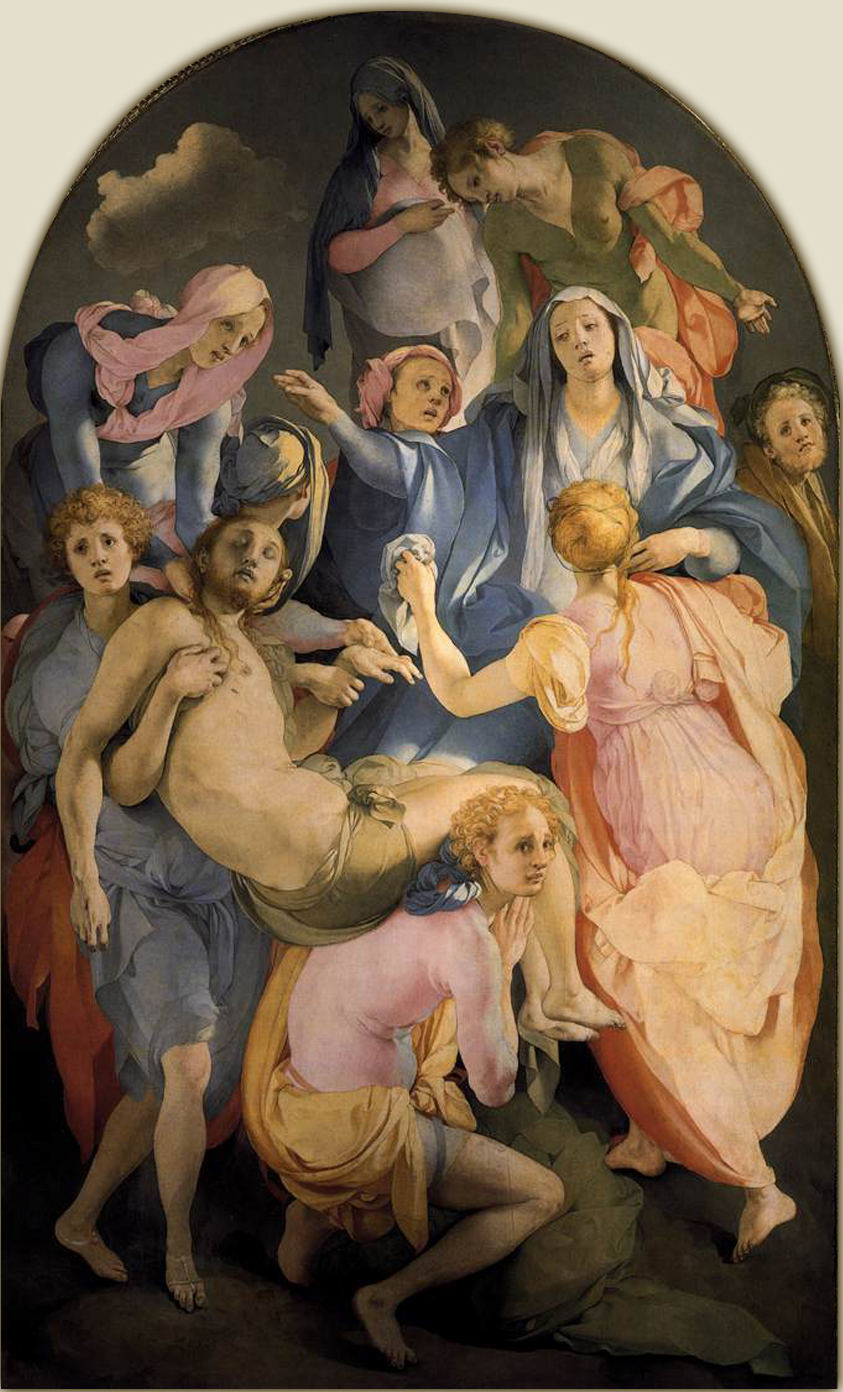
Jacopo da Pontormo. Snímání z kříže (1525–1528)
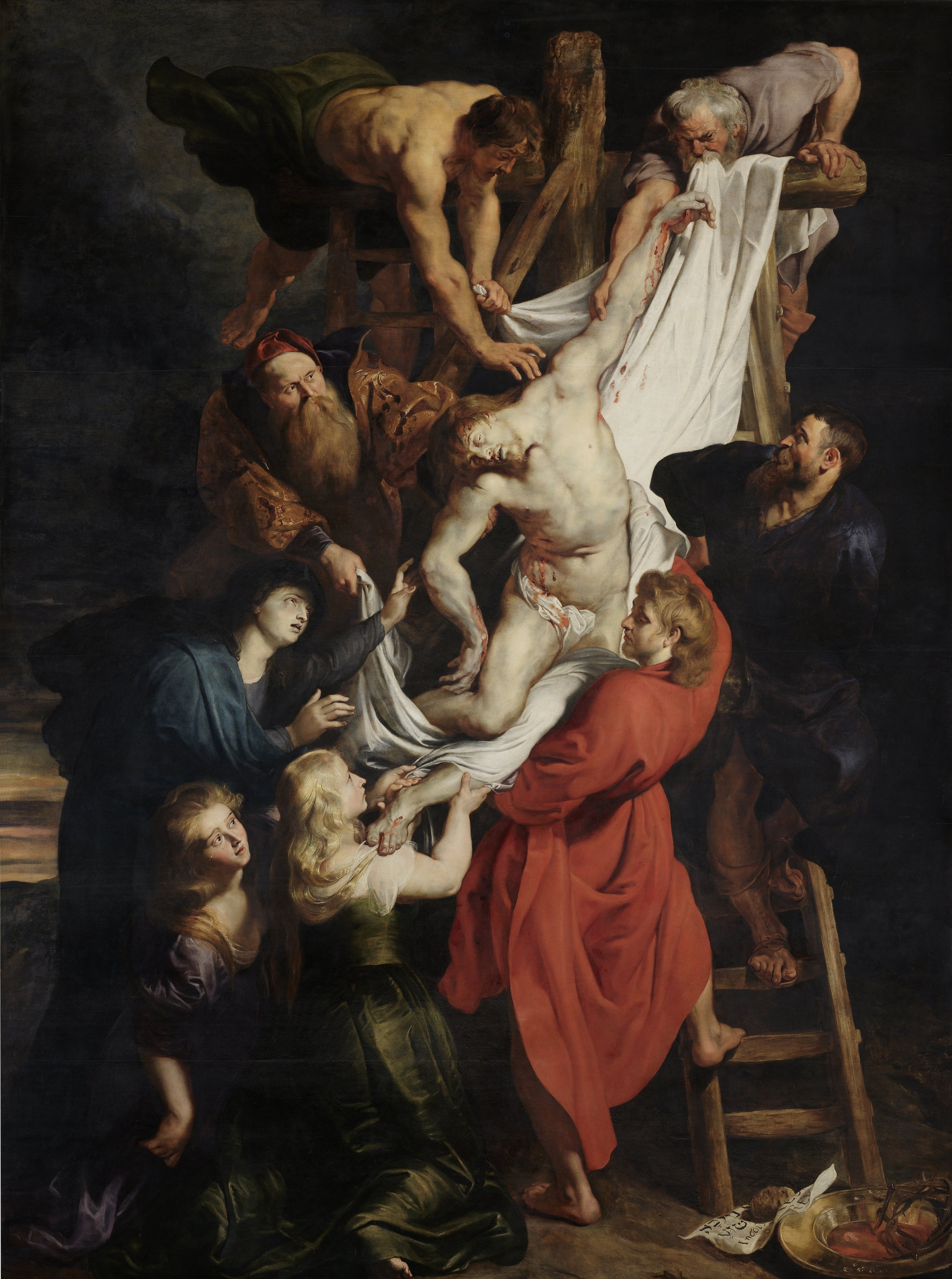
Peter Paul Rubens. Snímání z kříže (1612–1614)
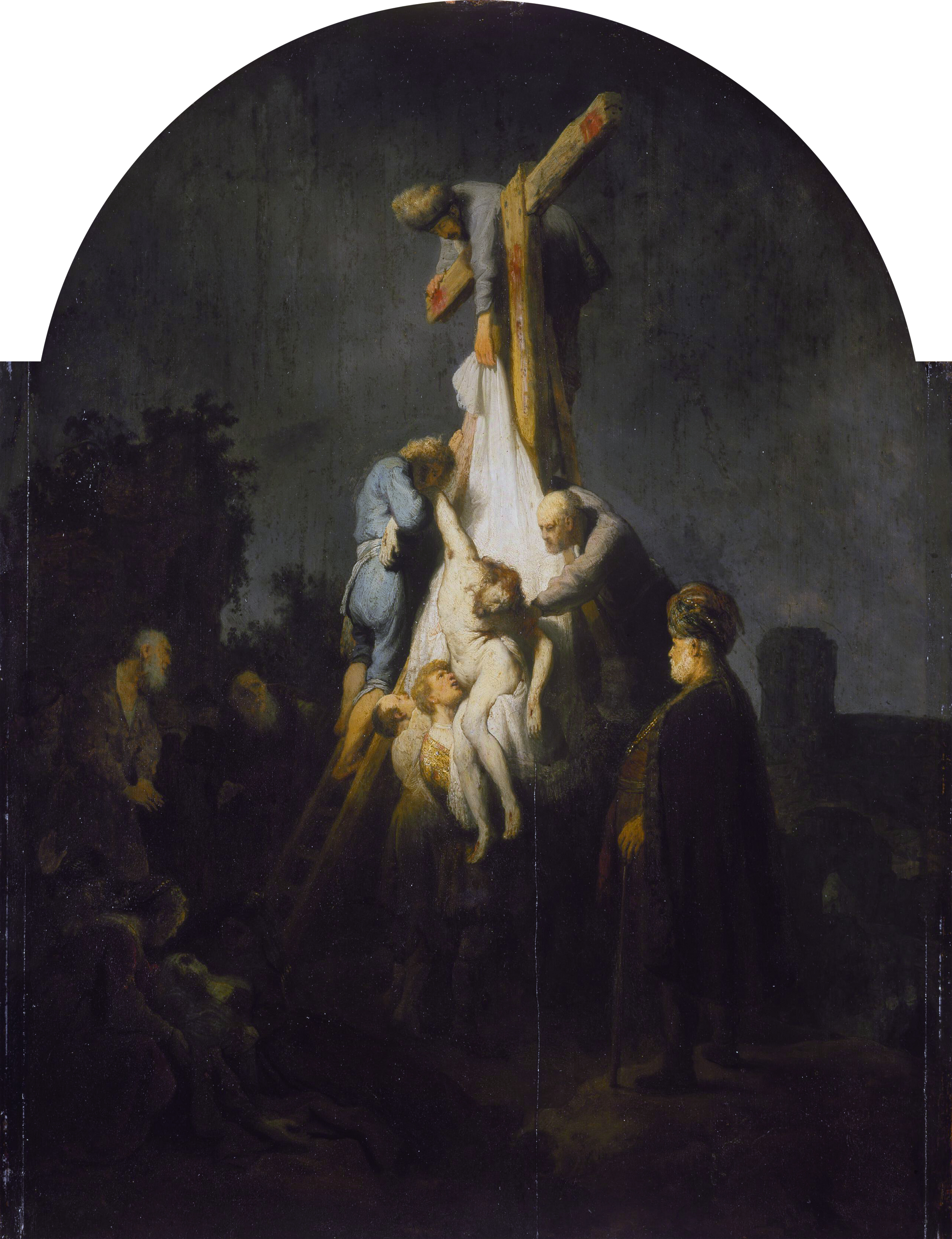
Rembrandt. Snímání z kříže (1633)
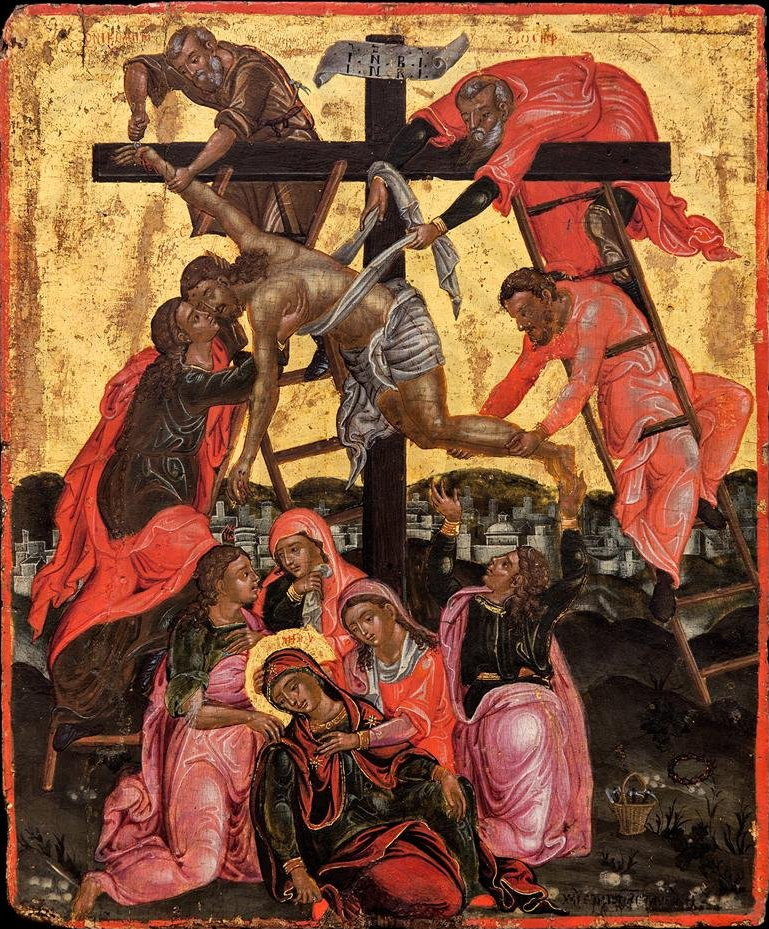
Stavrakis. Snímání z kříže (1729–1786)
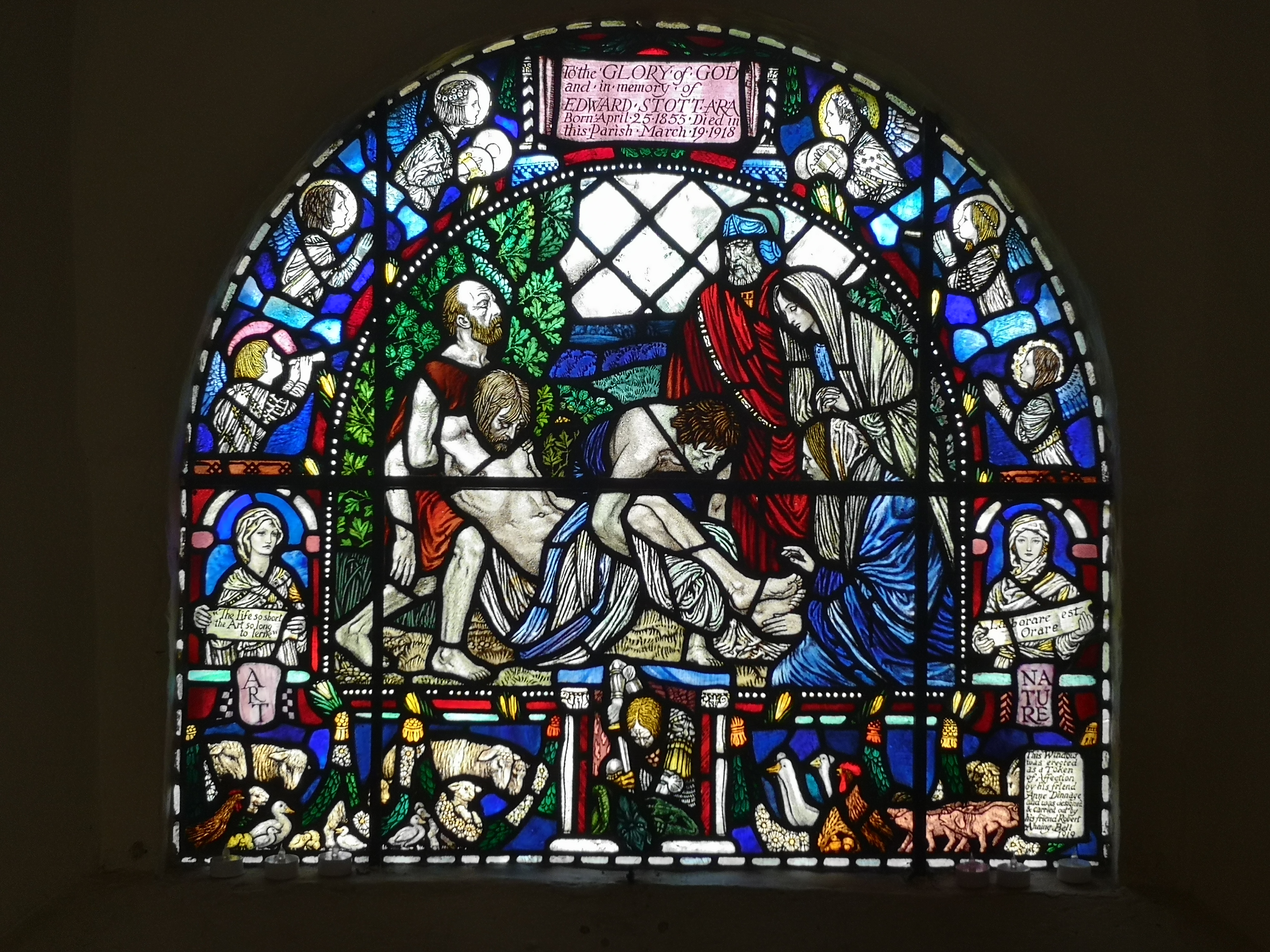
Vitráž Snímání z kříže od Roberta Anninga Bella (1919)
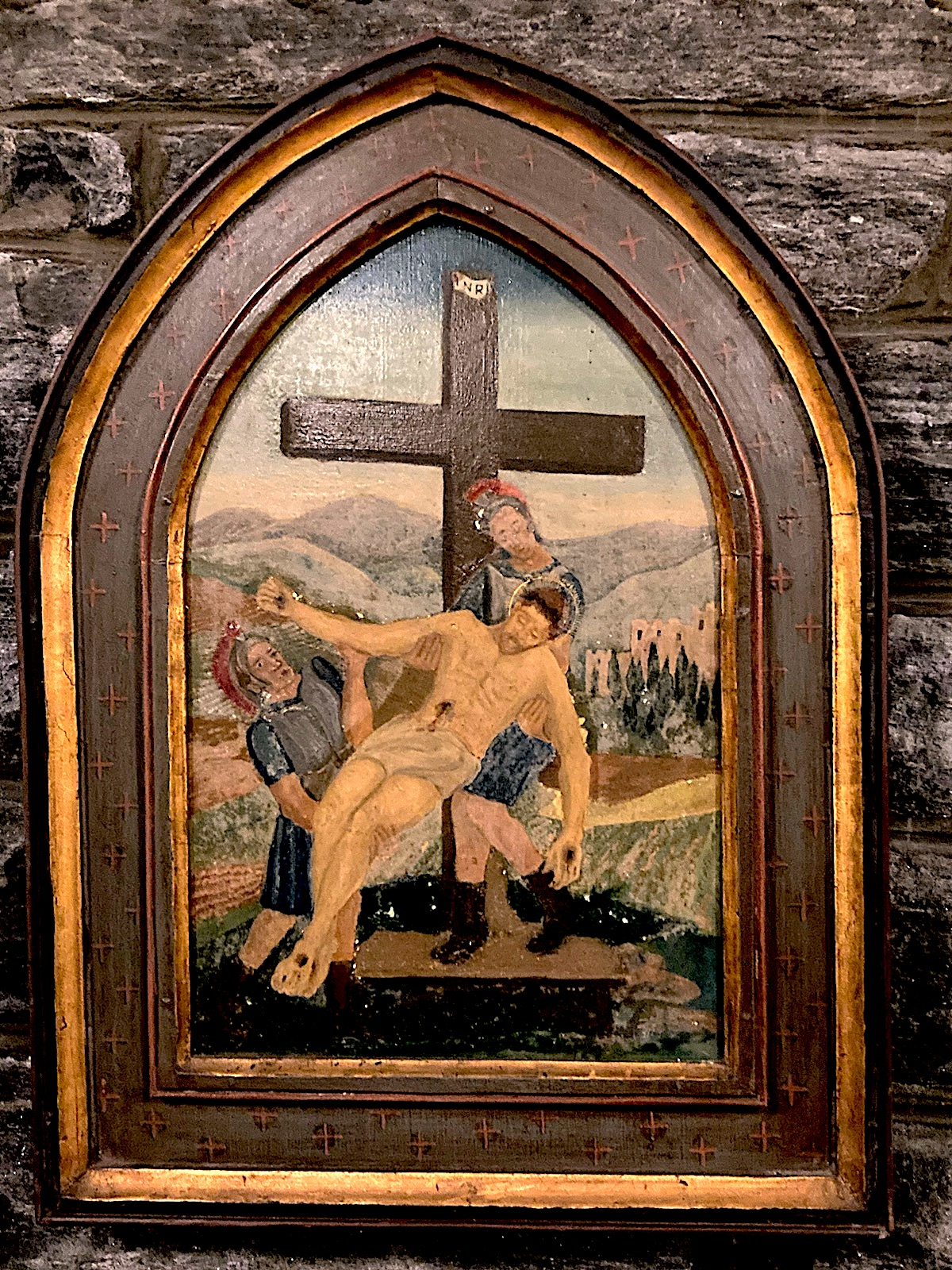
Snímání z kříže od Constance LaBoiteaux Drake (1962), Kostel Dobrého pastýře (Rosemont, Pensylvánie)